# Macrodactylus sericinus
Macrodactylus sericinus är en skalbaggsart som beskrevs av Bates 1887. Macrodactylus sericinus ingår i släktet Macrodactylus och familjen Melolonthidae. Inga underarter finns listade i Catalogue of Life.